# Danielle Trussoni

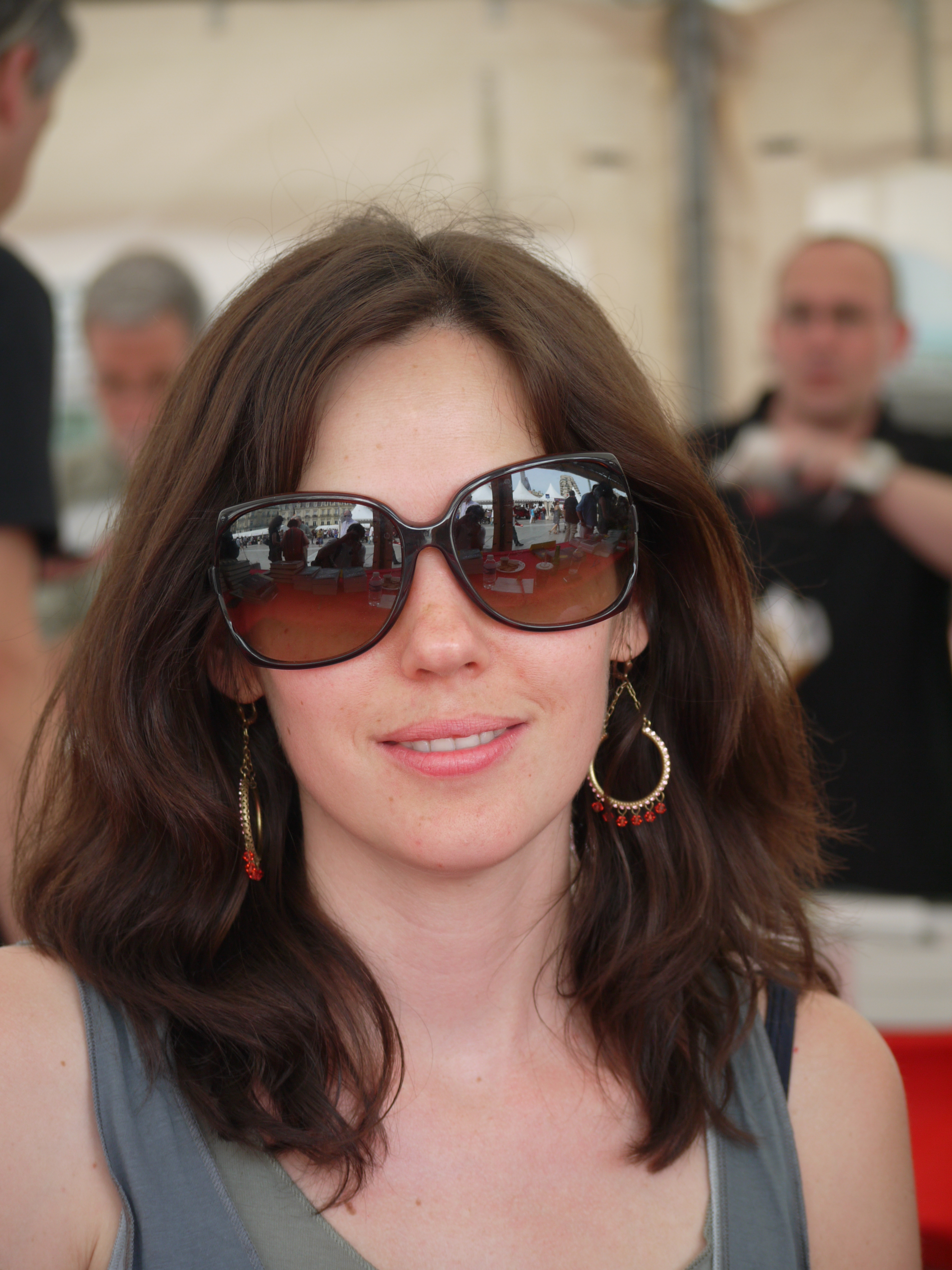
Danielle Trussoni

Danielle Anne Trussoni (nacida el 9 de noviembre de 1973 en La Crosse, Wisconsin) es una escritora estadounidense.

## Vida
Trussoni se graduó en la Universidad de Wisconsin-Madison con un BA en Historia e  Inglés (1996) y en el Iowa Writers' Workshop, donde recibió una maestría en  Género de Ficción (2002). Su trabajo ha aparecido en The New York Times Magazine, Telegraph Magazine, The New York Times Book Review y Tin House, entre otras publicaciones.
El primer libro de Danielle Trussoni, Falling Through the Earth, es un relato biográfico sobre el infierno que su padre pasó en  Vietnam, fue seleccionado como uno de los diez mejores libros del 2006 por The New York Times Book Review. Actualmente, Trussoni vive en los Estados Unidos y Francia. Angelology. El libro de las generaciones es su primera novela y en marzo de 2013 publicó su secuela, Angelópolis.

## Obra
- Falling Through The Earth, Henry Holt and Company, 2006. ISBN 0-8050-7732-4.
- Angelology, Planeta Internacional, 2010. ISBN 978-84-08-09385-5
- Angelopolis, Viking Press, 2013, ISBN 978-0-670-02554-1
- LA MEMORIA DE LA NIEVE, 2021, ISBN: 978-84-666-6978-8

## Planificación de Obras
Trussoni está planeando una serie y el segundo libro, "Angelopolis", salió a la venta el 26 de marzo de 2013.